# Acacia pubifolia
Acacia pubifolia är en ärtväxtart som beskrevs av Leslie Pedley. Acacia pubifolia ingår i släktet akacior, och familjen ärtväxter. Inga underarter finns listade i Catalogue of Life.